# Redback Networks
Redback Networks é uma empresa de equipamentos de telecomunicações, especializada em hardware e software usados pelos provedores para gerenciar os serviços de banda larga. Em dezembro de 2006, a Ericsson e a Redback anunciou que tinham assinado um acordo definitivo sob o qual a Ericsson irá adquirir Redback. A transação foi concluída em 2007, e está totalmente integrada Redback Networks na Ericsson. Foi fundada em agosto de 1996  por Gaurav Garg e Waldfogel Asher, e está listada na NASDAQ sob o símbolo RBak. Foi adquirida pela Ericsson em janeiro de 2007.